# Theresienkrankenhaus und St. Hedwig-Klinik Mannheim
Die Theresienkrankenhaus und St. Hedwig-Klinik gGmbH ist ein katholisches, freigemeinnütziges Krankenhaus in Mannheim. Die Klinik mit insgesamt etwa 1.500 Mitarbeitern ist Akademisches Lehrkrankenhaus der Universität Heidelberg. Das Theresienkrankenhaus liegt zentral am südlichen Neckarufer an der Friedrich-Ebert-Brücke gegenüber dem Universitätsklinikum Mannheim. Die St. Hedwig-Klinik befand sich im Quadrat A 2 der Mannheimer Innenstadt. Sie wurde am 15. Dezember 2020 geschlossen.
Das Theresienkrankenhaus und die St. Hedwig-Klinik stellen 530 Betten bereit. Pro Jahr werden ca. 25.000 Patienten stationär und 40.000 Patienten ambulant behandelt. Es finden jährlich 12.000 Operationen statt, 10.000 davon als stationäre Eingriffe. Etwa 60.000 Kinder kamen zwischen 1929 und ihrer Schließung 2020 in der St. Hedwig-Klinik zur Welt.
Träger des Krankenhauses ist die Theresienkrankenhaus und St. Hedwig-Klinik gGmbH vertreten durch die Geschäftsführung (Albert-Peter Rethmann, Matthias Warmuth, Werner Hemmes, Andreas Latz).
Alleiniger Gesellschafter der gGmbH war bis Ende 2018 der Orden der Barmherzigen Schwestern vom hl. Vinzenz von Paul Freiburg. Seit 1. Januar 2019 sind es die Barmherzige Brüder Trier gGmbH (BBT-Gruppe), Koblenz, sowie die Theresienkrankenhaus und St. Hedwig-Klinik Förderstiftung, Mannheim.
2023 kündigte die BBT-Gruppe an, ihre beiden Mannheimer Krankenhäuser zu fusionieren und den Standort Diakonissenkrankenhaus Mannheim mit einem Neubau zu erweitern. Als neue Dachmarke wurde im Juni 2024 Brüderklinikum Julia Lanz vorgestellt.

## Ziele und Aufgaben
- am Gebot der christlichen Nächstenliebe und einer patientengerechten Versorgung

- an der Verantwortung für die Dienstgemeinschaft
- an den Grundsätzen der Leistungsfähigkeit und Wirtschaftlichkeit der Betriebsführung

Die Theresienkrankenhaus und St. Hedwig-Klinik gGmbH verfolgt ausschließlich und unmittelbar gemeinnützige Zwecke.

## Geschichte

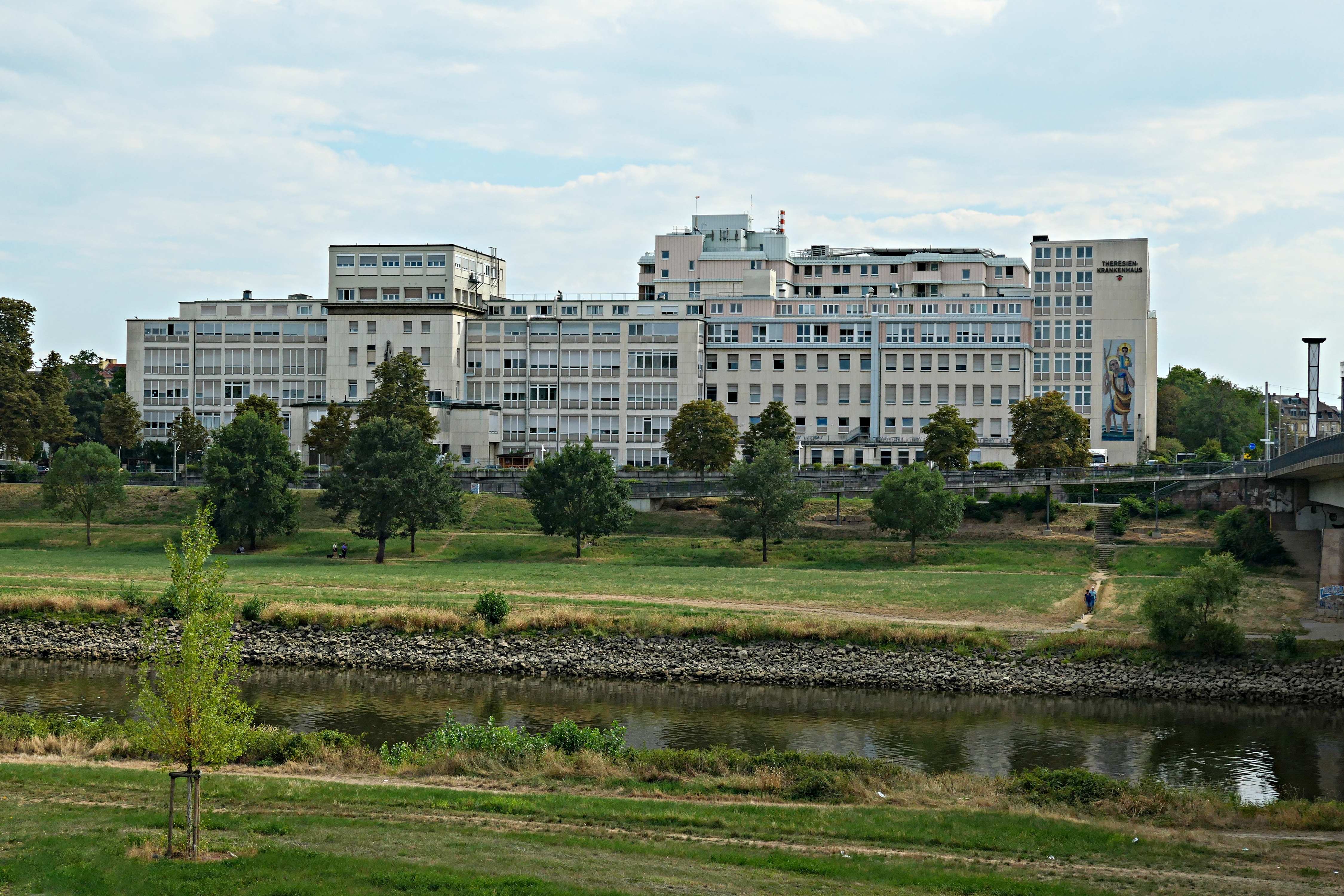
Theresienkrankenhaus

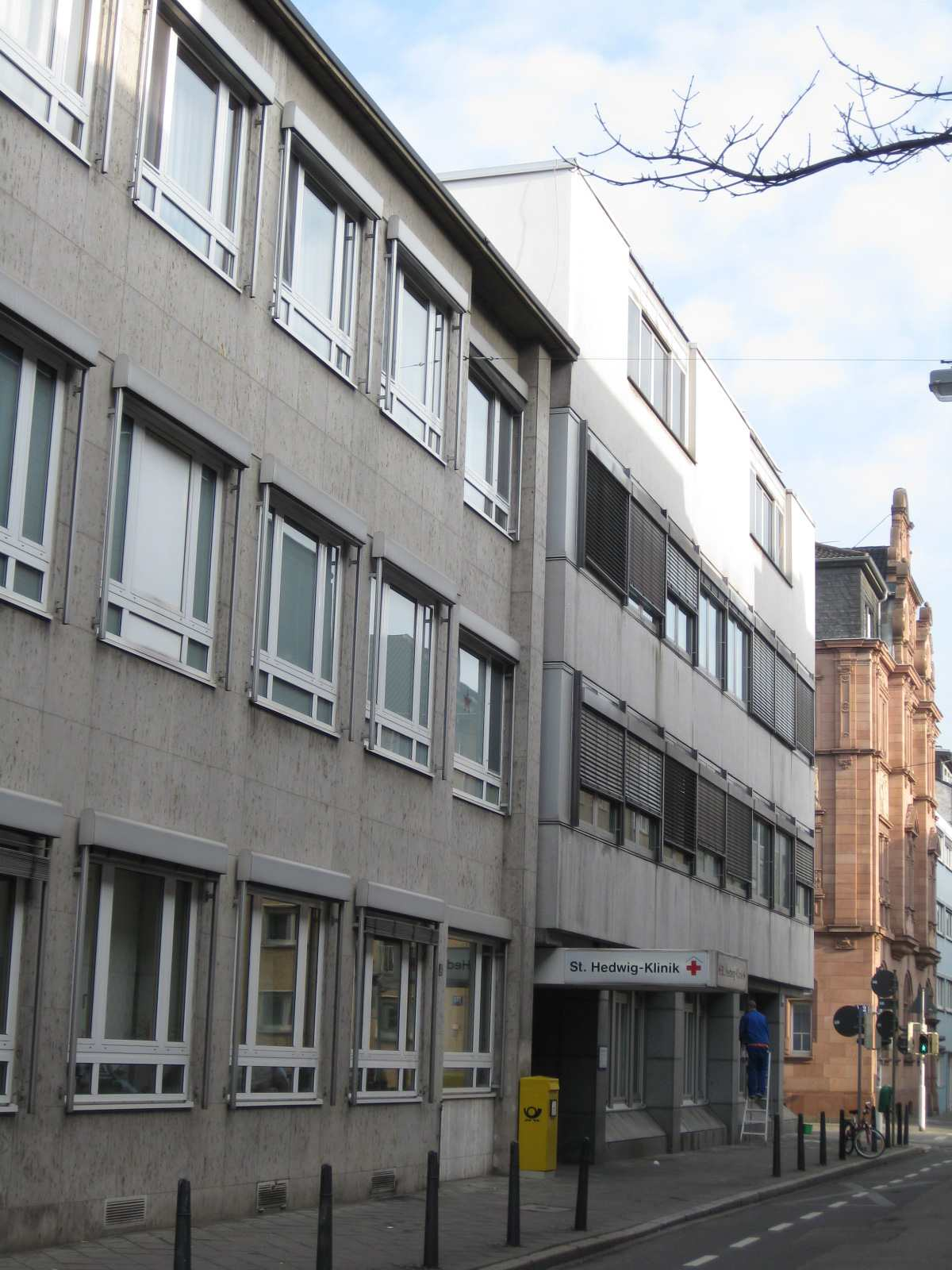
St.-Hedwig-Klinik

Das Theresienkrankenhaus geht auf das katholische Bürgerhospital zurück, in dem die Schwestern der Elsässer Ordensgemeinschaft der barmherzigen Schwestern vom heiligen Vinzenz von Paul 1792 die Pflege der Kranken übernehmen. Freiburger Ordensschwestern leiteten ab 1889 zusätzlich ein Hospital in einem umgebauten Wohnheim im Quadrat T 5. Das Krankenhaus am heutigen Standort wurde am 15. Dezember 1929 mit 350 Betten eröffnet. 1945 wurde das Gebäude zum Ende des Zweiten Weltkriegs stark beschädigt und bis 1954 wiederaufgebaut. In den folgenden Jahren wurde die Kapazität auf 800 Betten erweitert. Aufgrund eines Überangebots an gynäkologischen Betten wurde diese Abteilung 1983 geschlossen und die Gesamtbettenzahl auf 670 reduziert. Im Jahre 2002 konnten die umfangreichen Sanierungsarbeiten am Altbau beendet werden.
Die St.-Hedwig-Klinik geht auf eine Stiftung zurück, die die Familie Lanz der Stadt Mannheim hinterließ und entstand 1928 durch den Umbau der beiden Lanzvillen im Quadrat A 2. Der Wunsch des Mannheimer Unternehmers Heinrich Lanz und seiner Ehefrau Julia, dass nach ihrem Tod die Gebäude einem karitativen Zweck zur Verfügung gestellt werden sollen, wurde damit in die Tat umgesetzt. Die Krankenpflege übernahmen die Schwestern vom Göttlichen Erlöser vom Kloster Maria Hilf in Bühl. Der ursprüngliche Zusatz „Wöchnerinnenheim“ wird seit der Eröffnung der chirurgischen Abteilung nicht mehr verwendet, da seither auch Männer behandelt werden.
1995 entstand die Theresienkrankenhaus und St. Hedwig-Klinik GmbH mit den früheren Trägern der beiden Krankenhäuser, der Freiburger Ordensgemeinschaft der Barmherzigen Schwestern vom heiligen Vinzenz von Paul und den Schwestern vom göttlichen Erlöser vom Kloster Maria Hilf in Bühl als Gesellschafter.
Ende Oktober 2017 wurde bekannt, dass die Klinik 2018 verkauft werden solle. Hintergrund war die personelle Situation des Ordens mit derzeit nur noch 127 Ordensschwestern mit einem Altersdurchschnitt von 80 Jahren. Mit dem Ziel, die Zukunft der Klinik im Sinne des Ordens „im christlichen Auftrag“ zu sichern, wurden Verhandlungen mit der ebenfalls katholischen BBT-Gruppe aufgenommen. Der Verkauf wurde zum 1. Januar 2019 vollzogen.
Am 15. Dezember 2020 wurde die St.-Hedwig-Klinik geschlossen. Die dort beheimatete Abteilung Gynäkologie und Geburtshilfe wurde an das Diakonissenkrankenhaus Mannheim überführt, das ebenfalls zur BBT-Gruppe gehört. In der St.-Hedwig-Klinik kamen seit der Eröffnung im Jahr 1929 bis zur Schließung knapp 60.000 Kinder zur Welt.

## Abteilungen
Das Krankenhaus setzt sich heute aus den folgenden medizinischen Fachabteilungen zusammen:
- Allgemein- und Viszeralchirurgie
- Anästhesie und operative Intensivmedizin
- Gastroenterologie, Onkologie und Diabetologie
- Gefäß- und Endovascularchirurgie
- Hals, Nasen, Ohren
- Kardiologie, Angiologie und internistische Intensivmedizin
- Orthopädie und Wirbelsäulenchirurgie
- Pneumologie
- Radiologie
- Unfallchirurgie und Sporttraumatologie
- Urologie

Außerdem verfügt die Theresienkrankenhaus und St. Hedwig-Klinik gGmbH über folgende Zentren und Zertifizierungen:
- EndoprothetikZentrum der Maximalversorgung
- Zertifizierte Chest Pain Unit[11]
- Zentrum für chirurgische Koloproktologie
- Assoziiertes Wundzentrum[12]
- Zentrum für Anästhesiologie und Intensivmedizin[13]
- Darmkrebszentrum[14]
- Gefäßzentrum[15]
- Stationäre Behandlungseinrichtung für Menschen mit Typ 2-Diabetes (DDG)[16]
- LokalesTraumazentrum[17]
- Stationäre Fußbehandlungseinrichtung[18]
- Teilnahme am Endoprothesenregister
- Teilnahme an der zertifizierten Qualitätssicherung für das Schlaflabor